# Фарон, Целестина
Целести́на Фа́рон (пол. Celestyna Faron, 24 апреля 1913, Забже — 9 апреля 1944 или 10 апреля 1944, концлагерь Освенцим, Верхняя Силезия) — блаженная Римско-католической церкви, монахиня, мученица. Входит в число 108 блаженных польских мучеников, беатифицированных римским папой Иоанном Павлом II во время его посещения Варшавы 13 июня 1999 года.

## Биография
В 1930 году Катажина Фарон вступила в женскую монашескую конгрегацию «Сёстры Служительницы Пресвятой Девы Марии», приняв монашеское имя Целестина. 15 сентября 1938 года приняла вечные монашеские обеты. Готовилась к работе с детьми, обучаясь на различных педагогических курсах во Львове, Познани. В 1936 году получила диплом педагога по работе с детьми начальных классов.
Во время начала Второй мировой войны управляла монастырём, в котором организовала пункт помощи беженцам и раненным. 19 февраля 1942 года была арестована Гестапо за организацию конспиративной квартиры Армии Крайовой и интернирована в концентрационный лагерь Освенцим, где умерла 9 апреля 1944 года от тифа. Её концентрационный номер — 27989.

## Прославление
13 июня 1999 года была беатифицирована римским папой Иоанном Павлом II вместе с другими польскими мучениками Второй мировой войны.
День памяти — 12 июня.

## Источник
- Małgorzata Syska: Błogosławiona siostra Celestyna Faron. Włocławek: Wydawawnictwo Duszpasterstwa Rolników, 2001. ISBN 83-88743-77-5.